# Nevozvraixtxenets
Nevozvraixtxenets (Невозвращенец) és una pel·lícula de thriller soviètica de 1991 dirigida per Serguei Snejkin. L'argument d'aquesta pel·lícula de ficció inclou un cop d'estat planificat contra el govern soviètic. Per casualitat, això va fer que la pel·lícula fos molt d'actualitat perquè es va emetre a la televisió el 20 d'agost de 1991 durant un autèntic intent de cop a la Unió Soviètica, que va conduir a la Desaparició de la Unió Soviètica més tard aquell any.

## Argument
Un periodista de televisió s'assabenta d'un cop d'estat i comença una investigació.

## Reparatiment
- Iuri Kuznetsov com Andrei Korneiev
- Nikolai Ieremenko Sr. as Viktor Andreievitx
- Iuri Oskin com a Kolia
- Viktor Aristov com a Dissident
- Era Ziganshina com a Galina Mikhailovna Grigorieva (Melentieva)
- Iosif Raikhelgauz com a amic d’Andrei Korneiev
- Elena Anisimova
- Aleksandr Beliavski
- Natalia Dmitrieva
- Igor Efimov

## Reconeixements
Al Festival Internacional de Cinema de Sant Sebastià 1991 va guanyar el Premi Especial del Jurat.